# Ottaviano Picenardi

Stemma Sommi Picenardi

Ottaviano Picenardi (Cremona, 1570 – Milano, 10 giugno 1646) è stato un nobile, politico e diplomatico italiano.

## Biografia
Ottaviano nacque a Cremona nel 1570, membro della storica famiglia dei Picenardi, una delle più antiche della città. In gioventù studio lettere e poi giurisprudenza presso l'Università di Pavia dove si laureò utroque iure.
Entrato nell'amministrazione spagnola del ducato di Milano, nel 1594 venne ascritto al collegio dei giureconsulti e divenne poi decurione. Entrò nel contempo nell'Accademia degli Animosi col nome di Oppresso, guadagnandosi inoltre una cattedra di giurisprudenza all'ateneo dove aveva studiato. Venne successivamente nominato legato del governo presso papa Paolo V e dal 1621 divenne podestà di Pavia nel 1628, ottenendo nel contempo il titolo di senatore a Milano.
Fu in seguito ambasciatore del ducato di Milano presso la Repubblica di Venezia nel 1641 e contemporaneamente, venne dapprima nominato presidente del magistrato ordinario e poi re Filippo IV di Spagna lo chiamò nel proprio consiglio segreto e lo nominò reggente del Supremo Consiglio d'Italia. Lo stesso sovrano di Spagna lo nominò presidente del senato di Milano, carica che continuò a ricoprire sino alla propria morte, avvenuta a Milano nel 1646.
Il teologo e storico francese René de Ceriziers, gli dedicò la sua opera L'innocenza riconosciuta.